# Bomboloni
Bomboloni, The Greatest Hits Collection prodotto da Mauro Malavasi che cura gli arrangiamenti. è un album di Gianna Nannini. Pubblicato su etichetta Polydor Records. che contiene tre canzoni inedite e quattordici vecchi brani.

## Descrizione
Fu pubblicato in tutta Europa il 29 agosto 1996. I brani inediti sono Bomboloni, Contaminata e M'anima, prodotti da Mauro Malavasi, Marco Bertoni e Enrico Serotti.
L'album è stato preceduto dall'omonimo singolo Bomboloni.
I maschi è presente in una versione più corta rispetto all'originale del 1987 proveniente dall'album Maschi e altri.
In alcune edizioni destinate al mercato internazionale è presente come ultima traccia il brano Un'estate italiana in duetto con Edoardo Bennato.

## Tracce
1. Bomboloni * - 4.14 (Inedito)
2. Bello e impossibile - 4.45
3. Fotoromanza - 4.31
4. Lamento - 4.17
5. Sorridi - 3.52
6. Scandalo - 3.42
7. Profumo - 3.54
8. America - 4.40
9. Hey bionda - 4.43
10. Contaminata * - 5.05 (Inedito)
11. Latin lover - 4.39
12. I maschi (Short Version) - 4.34
13. Meravigliosa creatura - 4.36
14. Ottava vita - 3.47
15. Radio baccano - 5.54
16. Avventuriera - 4.01
17. M'anima * - 4.24 (Inedito)

## Promozione
| Video Promo | Singolo | Radio Promo | Data di uscita | Classifica Singoli - Hit Parade Italia |
| Bomboloni   |         |             | agosto 1996    |                                        |

## Classifiche

### Classifiche settimanali
| Classifica (1996) | Posizione massima |
| ----------------- | ----------------- |
| Austria           | 39                |
| Europa            | 38                |
| Germania          | 28                |
| Italia            | 10                |
| Svizzera          | 26                |
| Classifica (2006) | Posizione massima |
| Italia            | 50                |

### Classifiche di fine anno
| Classifica (1996) | Posizione |
| ----------------- | --------- |
| Italia            | 49        |